# Peter Schreiber (Journalist)
Peter Schreiber (* 1952 in Frankfurt am Main) ist ein deutscher Journalist.
Er studierte in Saarbrücken, Frankfurt und Berlin Publizistikwissenschaft, Volkswirtschaftslehre und Slawistik. 1983 ging Schreiber für zwei Jahre als freier Hörfunk-Korrespondent nach New York. Anschließend arbeitete er beim Südwestfunk als Hörfunk-Redakteur und als TV-Korrespondent in Moskau und Brüssel. Von 1998 an war er Redakteur beim WDR, unter anderem für das ARD-Morgenmagazin und die Tagesschau (ARD). Von 2008 bis 2014 war Peter Schreiber ARD-Fernsehkorrespondent und Leiter des ARD-Studios in  Nairobi.